# マジナ!
『マジナ!』は、山田J太による日本の漫画作品。『シルフ』（アスキー・メディアワークス刊）にて連載された。単行本は全4巻。ドラマCD化もされている。企画・原案は、EDEN'S NOTES。

## 登場人物
※キャストはドラマCD版のもの。
馬未塚朋孝（まみつか ともたか）
声：岡本信彦
本作の主人公。明るく前向きな性格。作中ではマミと呼ばれる。祖父の入院を機にヒデの元を訪れる。占いの才能がある。占いについて勉強中。
谷津 広大（やつ こうだい）
声：鈴木裕斗
吉原 喬太（よしはら きょうた）
声：神谷浩史
佐久間悠斗（さくま ゆうと）
声：斎賀みつき
ウール・マーヴィ
声：小野大輔
馬未塚 清英（まみつか きよひで）
声：子安武人
マミの叔父。作中ではヒデと呼ばれる。マミの記憶を消した過去がある。また、谷津をバビロニアに攫うなど謎が多い。
藤ヶ谷 三城（ふじがや みつき）
声：野島裕史
壽 千真（ことぶき かずま）
声：遊佐浩二 
迫井 雷治郎（さこい らいじろう）
声：森久保祥太郎
嘉代 由惟樹（かしろ ゆいき）
声：諏訪部順一

## 関連発行物

### ドラマCD
- マジナ! voice-MIX シリーズ
  - マジナ! voice-MIX 〜コーライト〜
  - マジナ! voice-MIX 〜ソーダライト〜
  - マジナ! voice-MIX 〜フローライト〜